# Новоочаков
Новооча́ков, Новоочаково (укр. Новоочаків) — село в Березнеговатском районе Николаевской области Украины.
Основано в 1826 году. Население по переписи 2001 года составляло 496 человек. Почтовый индекс — 56212. Телефонный код — 5168. Занимает площадь 1,433 км².

## Местный совет
56212, Николаевская обл., Березнеговатский р-н, с. Новоочаково, ул. Советская, 27; тел. 9-34-40.  (укр.)